# Greenbush (Minnesota)
Greenbush es una ciudad ubicada en el condado de Roseau en el estado estadounidense de Minnesota. En el Censo de 2010 tenía una población de 719 habitantes y una densidad poblacional de 184,21 personas por km².

## Geografía
Greenbush se encuentra ubicada en las coordenadas 48°42′1″N 96°11′1″O / 48.70028, -96.18361. Según la Oficina del Censo de los Estados Unidos, Greenbush tiene una superficie total de 3.9 km², de la cual 3.9 km² corresponden a tierra firme y (0%) 0 km² es agua.

## Demografía
Según el censo de 2010, había 719 personas residiendo en Greenbush. La densidad de población era de 184,21 hab./km². De los 719 habitantes, Greenbush estaba compuesto por el 97.64% blancos, el 0.56% eran afroamericanos, el 0.97% eran amerindios, el 0.14% eran asiáticos, el 0% eran isleños del Pacífico, el 0% eran de otras razas y el 0.7% pertenecían a dos o más razas. Del total de la población el 1.53% eran hispanos o latinos de cualquier raza.